# Норман Хънтър
Нормън Хънтър (на английски: Norman Hunter) е бивш английски футболист и футболен треньор, роден на 29 октомври 1943 г. в Гейтсхед.
Играе на поста централен защитник. Член е на славния и страховит тим на „Лийдс Ютайтед“ от 1960-те и 1970-те години. Заради безкомпромисната си игра получава прозвището Отхапва ти краката.
В Лийдс оформя страховито партньорство в центъра на защита с Джак Чарлтън, продълживо едно десетилетие. В националния отбор също прекарва десетина години, но изиграва едва 28 мача, защото там през по-голямата част от времето твърди титуляри са Чарлтън и Боби Мур. Хънтър е част от състава на Англия на СП 1966, но не записва нито една изиграна минута. Златният си медал получава едва през 2007 г., след кампания на Футболната Асоциация срещу ФИФА, която цели да бъдат наградени всички играчи на отбора а не само единадесетте, които са на терена във финалния мач.
С Лийдс Хънтър става два пъти шампион на Англия, носител на ФА Къп, Купата на лигата и две Купи на панаирните градове. След Лийдс Хънтър играе в Бристъл Сити и Барнзли, където заема поста и на играещ треньор. След това води отбора на Родъръм Юнайтед, а през 1988 г. поема Лийдс като временен треньор за три мача.

## Успехи
Лийдс Юнайтед
- Първа английска дивизия
  - Шампион: 1969, 1974
  - Вицешампион: 1965, 1966, 1970, 1971, 1972
- Втора английска дивизия
  - Шампион: 1964
- ФА Къп
  - Носител: 1972
  - Финалист: 1965, 1970, 1973
  - Полуфиналист: 1967, 1968
- Купа на лигата
  - Носител: 1968
- Чарити Шийлд
  - Носител: 1969
  - Финалист: 1974
- Купа на европейските шампиони
  - Финалист: 1975
  - Полуфиналист: 1970
- Купа на носителите на купи
  - Финалист: 1973
- Купа на панаирните градове/Купа на УЕФА
  - Носител: 1968, 1971
  - Финалист: 1967
  - Полуфиналист: 1966
- Суперфинал за определяне на вечния носител на Купата на панаирните градове
  - Финалист: 1971

 Англия
- Световно първенство по футбол
  - Шампион: 1966